# 任意
任意（にんい、arbitrary）とは、思うままに任せること、という意味で、当人の自由意思に任せる、ということである。また、数学などでは、任意を「特別な選び方をしないこと」という意味で用いる。

## 法律、行政制度などにおける「任意」
例えば、任意投票は投票を行うか否かを自らの意思で決める。
例えば任意同行とは、警察官がある人物に対して職務質問を行い、最寄の警察署・交番などに行くことを求めて当人の意思・気持ちを確認し、当人が同意して警察官に同行してそこへ行くこと。当人が同行したくなければ同行する必要はなく、行きたくない、とか、同行したくない、と警察官に伝えて、立ち去ってもよい。

## 数学などにおける「任意」
数学や論理学において「任意の〜」（英: arbitrary ）とは、「特別な選び方をしない」という意味であり、一般に、英語の「any〜」、日本語の 「どの〜でも」「いずれの〜でも」といった語と置き換えることが可能である。
たとえば、
任意の実数 x について [条件A] が成り立つ
という表現は、x として 実数の中からどの数を選んでも [条件A] が成り立つ、という意味である。
たいていの場合、「任意の」は「すべての」(all) への置き換えも可能である。しかし文脈によっては、any への置き換えではなく all への置き換えを行うと、誤解を招くこともあるので注意が必要である。たとえば、A = {1, 3} , B = {2, 4} としたとき、A に属する任意の要素と B に属する任意の要素を加算した結果は奇数である（1+2, 1+4, 3+2, 3+4 の４通りが考えられるが、どれも奇数である）。しかし、A に属するすべての要素と B に属するすべての要素を加算した結果は、次の２通りに解釈できる。
- A に属するすべての要素 1 と 3 、および B に属するすべての要素 2 と 4 のすべてを加算する。つまり、1 と 3 と 2 と 4 をすべて加算する。その結果は 1 + 3 + 2 + 4 = 10 であり、偶数となる。
- A に属するすべての要素 1 と 3 のうちどれかと、B に属するすべての要素 2 と 4 のうちどれかを加算する。つまり、1+2, 1+4, 3+2, 3+4 のどれかの加算を行う。どの加算を行っても、結果は奇数である（全称命題も参照）。

「任意の」を表す記号（量化子）としては広く ∀ (全称記号) が用いられる。この全称量化子 (universal quantifier) はドイツの論理学者ゲルハルト・ゲンツェンによって導入された。
数学関連
- 反例、例外、特異点

## ITにおける「任意」
IT領域における用法も、数学のそれをほぼ踏襲しており、例えば、プログラミング、ソフトウェア開発などの領域において「任意の 4 桁の正の10進数（を入力）」と言えば、0001 から 9999 までの数がいずれも入力されうる、ということを意味する。
IT関連項目
- ワイルドカード (情報処理)
- 「ランダムに選んだ」